# Bagha Purana
Bagha Purana is een nagar panchayat (plaats) in het district Moga van de Indiase staat Punjab. 

## Demografie
Volgens de Indiase volkstelling van 2001 wonen er 21.617 mensen in Bagha Purana, waarvan 53% mannelijk en 47% vrouwelijk is. De plaats heeft een alfabetiseringsgraad van 62%. 